# Émetteur du mont Pinçon

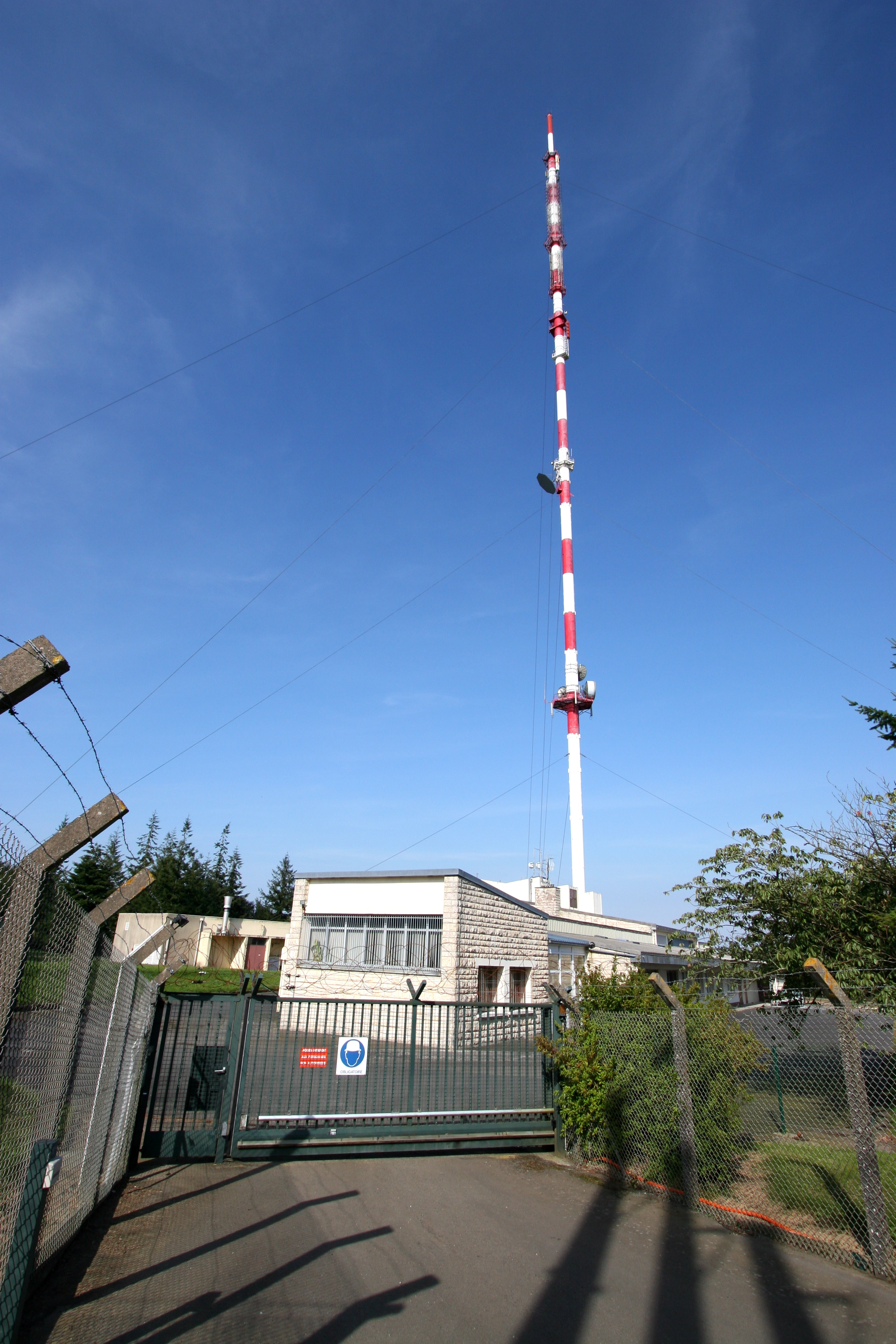
Émetteur du mont Pinçon.

L'émetteur du mont Pinçon, situé au Plessis-Grimoult dans le Calvados, est un site de diffusion principalement de télévision et de radio FM. Il se compose d'un pylône haubané haut de 216 mètres pour les ondes télévisuelles et radiophoniques, d'un pylône autostable haut de 56 mètres pour la téléphonie mobile et les ondes WiMAX et d'un bâtiment regroupant les émetteurs. Ces trois infrastructures appartiennent à l'opérateur TDF (Télédiffusion de France).

## Histoire

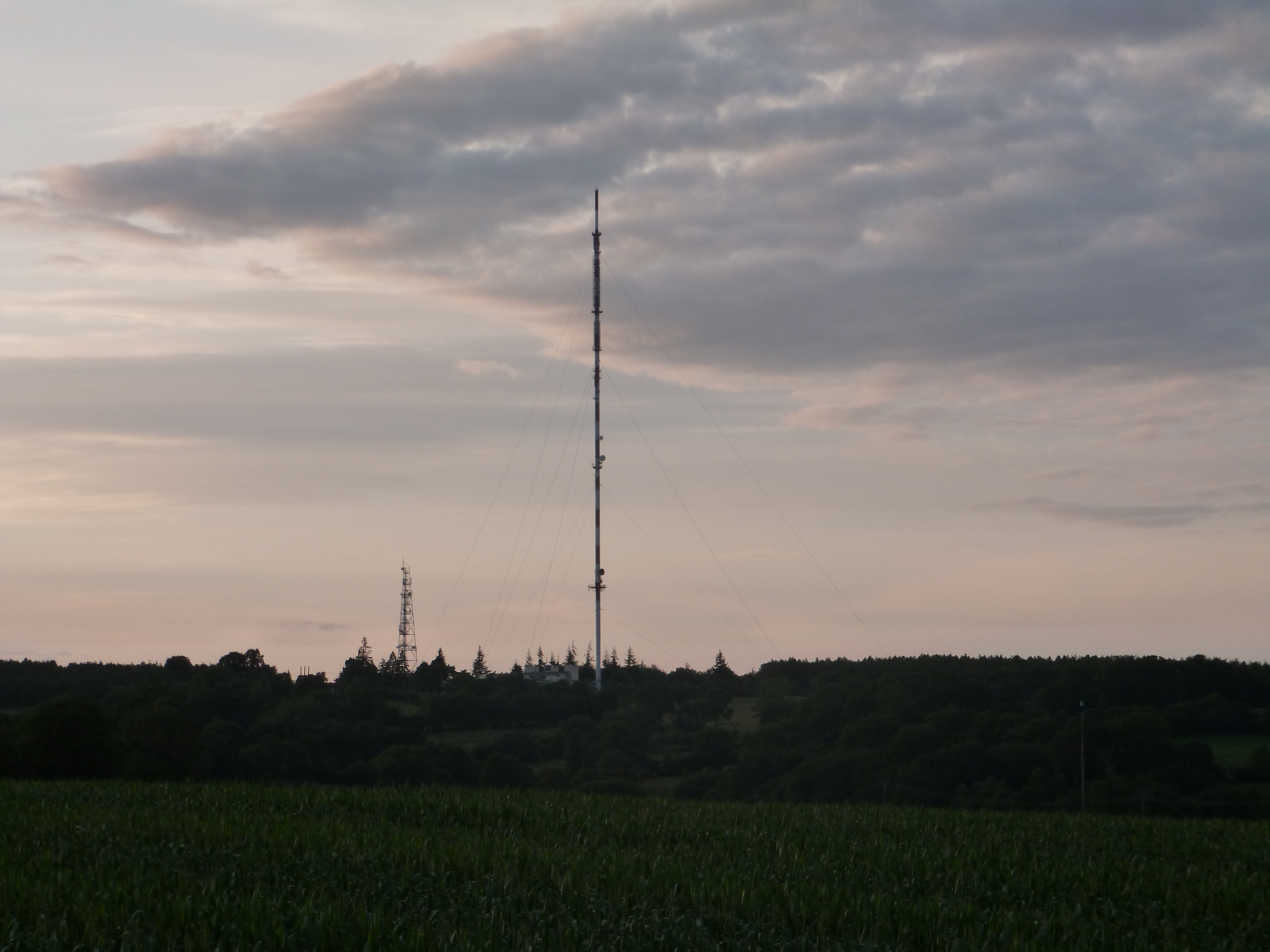
Autre vue de l'émetteur du mont Pinçon avec le pylône autostable en arrière-plan.

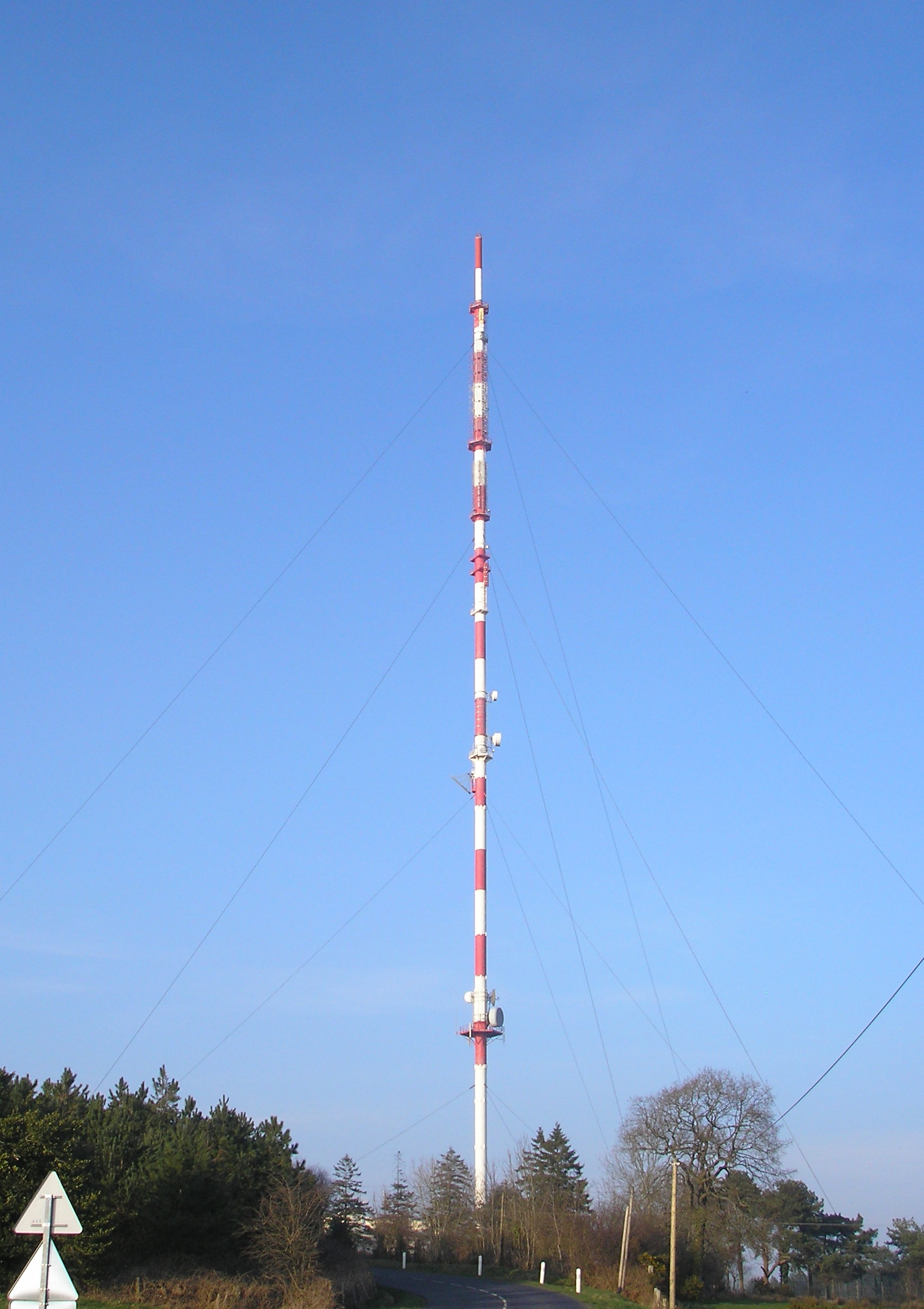
Le pylône haubané de TDF.

L'émetteur a été construit en 1955 à la suite de la décision de la RTF d'implanter sur le mont Pinçon un site de diffusion des programmes de télévision et de radio publics à destination de la Basse-Normandie dont le Cotentin captait depuis le 3 octobre 1955 la BBC de Jersey. Les travaux débutent en juin 1955 pour se terminer un an et un mois plus tard. À ses débuts, l'émetteur du mont Pinçon qui se compose d'un pylône en treillis, haut de 200 mètres, diffusait la seule chaîne de la télévision française en noir et blanc avec une puissance de 20 kW sur le canal F2 en polarisation horizontale (image 52,40 MHz - son 41,25 MHz). C'est le premier émetteur du réseau à utiliser la bande I (41-68 MHz) avec la définition en 819 lignes . Mis en service le jour de la Fête Nationale, il est officiellement inauguré par le ministre de l'Information, Gérard Jaquet le 26 juillet 1956
Il a fallu attendre le mois de septembre 1957 pour que le site de diffusion soit équipé de 3 émetteurs de radio en FM pour Paris-Inter, France IV et Programme National.
La deuxième chaîne de la RTF démarre ses émissions en 1964 grâce à un émetteur de 50 kW.
Entre juin et septembre 1968, un pylône haubané haut de 216 mètres sera construit et l'ancien pylône démonté,.
En 1974 arrive l'émetteur de la troisième chaîne couleur de l'ORTF. Il diffuse cette chaîne avec une puissance de 50 kW. L'éclatement de l'ORTF arrivera cette même année, ce qui fait que TDF deviendra l'opérateur de diffusion du site du mont Pinçon. En 1979, TF1 commence sa diffusion en couleur dans la région.
En 1984, la chaîne cryptée Canal+ arrive en Basse-Normandie, les bas-normands devaient alors s'équiper d'un décodeur pour pouvoir profiter de ses programmes, mais aussi d'une nouvelle antenne en bande III (175-230 MHz), la chaîne émettant désormais sur le nouveau canal L09 en polarisation horizontale avec de bien meilleures conditions de diffusion que l'ancien canal en bande I. Puis 3 ans plus tard, c'est au tour de 2 chaînes, La Cinq et M6, de démarrer leurs émissions à partir du mont Pinçon. Le 12 avril 1992, La Cinq s'arrête. 
En 1986, une nouvelle radio locale publique à destination de la Basse-Normandie est lancée, Radio France Normandie-Caen. Elle est diffusée sur le 102.6 MHz depuis le site du mont Pinçon avec un émetteur de 100 kW. Le 4 septembre 2000, elle devient « France Bleu Basse-Normandie » puis « France Bleu Normandie » le 4 janvier 2016 à la suite de la fusion territoriale de la Basse et la Haute-Normandie.
Arte commence à émettre le 28 septembre 1992 de 19 à 3 heures. La Cinquième, renommée France 5 en 2002, sera diffusée le reste du temps à partir du 19 décembre 1994.

## Télévision

### Analogique
La télévision analogique a cessé d'émettre dans la région Basse-Normandie le 9 mars 2010.
| Chaîne                   | Canal | Puissance (PAR) |
| ------------------------ | ----- | --------------- |
| TF1                      | 22H   | 500 kW          |
| France 2                 | 25H   | 500 kW          |
| France 3 Basse-Normandie | 28H   | 500 kW          |
| Canal+                   | 9H    | 198 kW          |
| France 5 / Arte          | 64H   | 100 kW          |
| M6                       | 61H   | 100 kW          |

#### Source
"Liste des anciens émetteurs de télévision français" (fichier PDF).

### Numérique

#### Canaux, puissances et diffuseurs des multiplex
| Multiplex | Canaux | Puissances (PAR) | Diffuseur |
| --------- | ------ | ---------------- | --------- |
| R1        | 25H    | 100 kW           | Towercast |
| R2        | 42H    | 50 kW            | Towercast |
| R3        | 22H    | 100 kW           | TDF       |
| R4        | 29H    | 94 kW            | Towercast |
| R6        | 28H    | 100 kW           | Towercast |
| R7        | 45H    | 100 kW           | Towercast |

#### Composition des multiplex

##### Multiplex R1
| LCN | Nom de la chaîne         |
| --- | ------------------------ |
| 2   | France 2                 |
| 3   | France 3 Basse-Normandie |
| 4   | France 4                 |
| 16  | France Info              |
| 34  | France 3 Cotentin        |

##### Multiplex R2
| LCN | Nom de la chaîne                    |
| --- | ----------------------------------- |
| 12  | Gulli                               |
| 13  | BFM TV                              |
| 14  | CNews                               |
| 17  | CStar                               |
| 18  | T18                                 |
| 19  | Novo 19 (à partir du 1er septembre) |

##### Multiplex R4
| LCN | Nom de la chaîne |
| --- | ---------------- |
| 5   | France 5         |
| 6   | M6               |
| 7   | Arte             |
| 9   | W9               |
| 22  | 6ter             |
| 26  | Paris Première   |

##### Multiplex R6
| LCN | Nom de la chaîne |
| --- | ---------------- |
| 1   | TF1              |
| 8   | LCP              |
| 10  | TMC              |
| 11  | TFX              |
| 15  | LCI              |

##### Multiplex R7
| LCN | Nom de la chaîne |
| --- | ---------------- |
| 20  | TF1 Séries Films |
| 21  | L'Équipe         |
| 23  | RMC Story        |
| 24  | RMC Découverte   |
| 25  | Chérie 25        |

#### Source
- Emetteurs TNT dans le Calvados sur le forum de tvnt.net (consulté le 18 avril 2017).

## Radio FM
L'émetteur du Mont Pinçon émet 4 radios publiques pour le Calvados, une partie de l'Orne et une partie de la Manche. Parmi elles, la radio locale publique de la région.
| Fréquence | Station                      | Diffuseur | Puissance (PAR) | Code RDS (PS) |
| --------- | ---------------------------- | --------- | --------------- | ------------- |
| 91.5      | France Culture               | TDF       | 100 kW          | _CULTURE      |
| 95.6      | France Musique               | TDF       | 100 kW          | MUSIQUE_      |
| 99.6      | France Inter                 | TDF       | 100 kW          | __INTER_      |
| 102.6     | France Bleu Normandie (Caen) | TDF       | 100 kW          | BLEU.B.N      |

### Sources
- Les radios du Plessis-Grimoult sur annuaireradio.fr (consulté le 18 avril 2017).
- Mixture.fr (rentrer "Le Plessis-Grimoult" dans "Liste des radios FM/DAB+ actuelles") (consulté le 18 avril 2017).

## Téléphonie mobile
| Opérateur        | 2G  | 3G  | 4G  | FH  |
| ---------------- | --- | --- | --- | --- |
| SFR              | Oui | Oui | Oui | Oui |
| Bouygues Telecom | Oui | Oui | Oui | Oui |
| Free             | Non | Oui | Oui | Non |

### Source
- Situation géographique du site sur cartoradio.fr (consulté le 18 avril 2017).

## Autres transmissions
- Orange : Faisceau hertzien
- IFW (opérateur WiMAX) : Boucle locale radio de 3 GHz.
- TDF : Faisceau hertzien
- Towercast : Faisceau hertzien (sur le bâtiment)

### Source
- Situation géographique du site sur cartoradio.fr (consulté le 18 avril 2017).

## Autres photos
- Sur tvignaud.pagesperso-orange.fr (consulté le 18 avril 2017).
- Sur annuaireradio.fr (consulté le 18 avril 2017).